# Conrad Veidt
Hans Walter Conrad Veidt (Berlijn, 22 januari 1893 – Hollywood, 3 april 1943) was een Duits-Brits-Amerikaans acteur.

## Biografie
Veidt werd geboren in 1893 in Berlijn. Hij diende voor Duitsland in de Eerste Wereldoorlog tot 1917, zodat hij zijn filmdebuut kon maken. In 1919 speelde hij in Anders als die Andern. In 1920 had hij een hoofdrol in Das Cabinet des Dr. Caligari met Lil Dagover. Hierna speelde hij hoofdrollen in Orlacs Hände (1924) en Das Wachsfigurenkabinett (1924)
In de jaren twintig verhuisde hij naar Hollywood en speelde daar onder meer in The Man Who Laughs (1928). Wegens taalproblemen keerde Veidt naar Duitsland terug. Veidt was toen getrouwd met een joodse vrouw en was tegen het Naziregime, waardoor het koppel verhuisde naar het Verenigd Koninkrijk. Daar schaafde hij zijn Engels bij, waarna hij naar Hollywood terugkeerde. Hij kreeg in 1942 een rol in Casablanca. Zijn laatste film was Above Suspicion (1943). Veidt overleed in 1943 aan een hartaanval.
In 1943 was hij samen met zijn derde vrouw. Hij werd begraven op de begraafplaats Ferncliff Cemetery, waar tal van beroemdheden hun laatste rustplaats hebben.

## Filmografie
- 1916: Der Weg des Todes
- 1917: Wenn Tote sprechen
- 1917: Furcht
- 1917: Die Seeschlacht
- 1917: Der Spion
- 1918: Das Rätsel von Bangalor
- 1918: Die Serenyi
- 1918: Das Dreimäderlhaus
- 1918: Das Tagebuch einer Verlorenen
- 1918: Jettchen Geberts Geschichte
- 1918: Colomba
- 1918: Es werde Licht! (4e deel)
- 1918: Dida Ibsens Geschichte
- 1918: Opfer der Gesellschaft
- 1918: Peer Gynt
- 1919: Opium
- 1919: Die Japanerin
- 1919: Die Prostitution
- 1919: Die Reise um die Erde in 80 Tagen
- 1919: Anders als die Andern
- 1919: Die Okarina
- 1919: Prinz Kuckuck
- 1919: Wahnsinn (ook regie en productie)
- 1919: Unheimliche Geschichten
- 1919: Nocturno der Liebe
- 1919: Die Mexikanerin
- 1920: Der Graf von Cagliostro
- 1920: Nachtgestalten
- 1920: Satanas
- 1920: Das Cabinet des Dr. Caligari
- 1920: Der Reigen
- 1920: Patience
- 1920: Die Nacht auf Goldenhall (ook regie en productie)
- 1920: Die Augen der Welt
- 1920: Kurfürstendamm
- 1920: Der Januskopf
- 1920: Moriturus
- 1920: Abend – Nacht – Morgen
- 1920: Manolescus Memoiren
- 1920: Weltbrand
- 1920: Künstlerlaunen
- 1921: Das Geheimnis von Bombay
- 1921: Das indische Grabmal
- 1921: Menschen im Rausch
- 1921: Die Abenteuer einer Nacht
- 1921: Der Gang in die Nacht
- 1921: Sehnsucht
- 1921: Liebestaumel
- 1921: Die Liebschaften des Hektor Dalmore
- 1921: Die Flucht aus dem goldenen Kerker
- 1921: Landstraße und Großstadt
- 1921: Danton
- 1921: Lady Hamilton
- 1921: Der Leidensweg der Inge Krafft
- 1922: Lucrezia Borgia
- 1923: Paganini (ook productie met Richard Oswald)
- 1923: Wilhelm Tell
- 1923: Glanz gegen Glück
- 1924: Carlos und Elisabeth
- 1924: Der Maler, die Liebe und das Fräulein
- 1924: Das Wachsfigurenkabinett
- 1924: Orlac’s Hände
- 1924: Nju
- 1924: Schicksal
- 1925: Le comte Kostia
- 1925: Liebe macht blind
- 1925: Ingmarsarvet
- 1926: Der Geiger von Florenz
- 1926: Die Brüder Schellenberg
- 1926: Dürfen wir schweigen?
- 1926: Kreuzzug des Weibes
- 1926: Der Student von Prag
- 1926: Die Flucht in die Nacht
- 1927: The Beloved Rogue
- 1927: A Man's Past
- 1927: The Last Performance
- 1928: The Man Who Laughs
- 1929: Das Land ohne Frauen
- 1930: Die letzte Kompagnie
- 1930: Die große Sehnsucht (als zichzelf)
- 1930: Menschen im Käfig
- 1931: Der Mann, der den Mord beging
- 1931: Die Nacht der Entscheidung
- 1931: Der Kongreß tanzt
- 1931: Die andere Seite
- 1932: Rasputin, Dämon der Frauen
- 1932: Der schwarze Husar
- 1932: The Congress Dances
- 1932: Rome Express
- 1933: Ich und die Kaiserin
- 1933: Floating Platform 1 Does Not Answer
- 1933: I Was a Spy
- 1933: The Wandering Jew
- 1934: Wilhelm Tell
- 1934: Bella Donna
- 1934: Jew Süss
- 1935: The Passing of the Third Floor Back
- 1935: King of the Damned
- 1936: Under the Red Robe
- 1937: Dark Journey
- 1938: Tempête sur l'Asie
- 1938: Le joueur d'échecs
- 1939: The Spy in Black
- 1940: Contraband
- 1940: The Thief of Bagdad
- 1940: Escape
- 1941: A Woman's Face
- 1941: Whistling in the Dark
- 1941: The Men in Her Life
- 1942: All Through the Night
- 1942: Nazi Agent
- 1942: Casablanca
- 1943: Above Suspicion

- Biblioteca Nacional de España: XX1095127
- Bibliothèque nationale de France: cb13985020m (data)
- Catàleg d'autoritats de noms i títols de Catalunya: 981058605431906706
- CiNii: DA13814387
- Gemeinsame Normdatei: 119228866
- International Standard Name Identifier: 0000 0001 0877 018X
- Library of Congress Control Number: n86011089
- Nationale Bibliotheek van Letland: 000309674
- MusicBrainz: 1cf9f562-f840-4f8e-9dc9-7d8257eeb485
- Nationale Bibliotheek van Tsjechië: xx0168505
- Nationale Bibliotheek van Israël: 987007437834105171
- Nationale Bibliotheek van Polen: a0000001917494
- Nederlandse Thesaurus van Auteursnamen: 123537479
- SNAC: w6rs5s4s
- Système universitaire de documentation: 061125423
- Virtual International Authority File: 19875176
- WorldCat: E39PBJbH3pmxMfM6PCJMKPt9Xd